# Helmuth von Wedelstädt
Helmut(h) von Wedelstädt (* 9. November 1902 in Mülheim an der Ruhr; † 12. April 1988 ebenda) war ein deutscher Verwaltungsjurist und Kommunalpolitiker.

## Leben
Wedelstädt wuchs als Sohn des städtischen Beigeordneten Erich von Wedelstädt (1858–1915) in Mülheim an der Ruhr auf. Nach dem Abitur studierte er Rechtswissenschaft an den Universitäten Freiburg, München und Münster und war seit 1925 als Referendar beim Amtsgericht Mülheim an der Ruhr und bei den Regierungen Münster und Köln tätig. 1929 trat er mit der Mitgliedsnummer 539.040 in die NSDAP ein. Von 1929 bis 1932 war er als Regierungsassessor beim Landratsamt Königsberg und bei der Bezirksregierung in Königsberg beschäftigt. Von 1932 bis 1936 arbeitete er im preußischen Innenministerium, zuletzt als Oberregierungsrat. Im August 1936 wechselte er als Landeshauptmann zur Provinzialverwaltung Ostpreußen. Von 1941 bis 1943 war er Oberregierungsrat und Leiter des Hauptamtes I (Politik) im Reichskommissariat Ukraine unter Reichskommissar Erich Koch. Als Landeshauptmann wurde er in Königsberg von Reinhart Bezzenberger vertreten.
Nach dem Zweiten Weltkrieg arbeitete Wedelstädt ab 1957 als Rechtsanwalt und seit 1974 auch als Notar in Mülheim an der Ruhr. Laut britischem Geheimdienst hatte er Kontakte zum Naumann-Kreis. Bei der Kommunalwahl 1952 gewann er in Mülheim-Holthausen als Kandidat der Unabhängigen Kommunalpolitischen Vereinigung (UKV) ein Direktmandat. 1956 ließ sich Wedelstädt für die CDU aufstellen und gehörte bis 1979 als CDU-Stadtverordneter dem Rat der Stadt an. Er war Vorsitzender des Rechnungsprüfungsausschusses sowie des Beschlussausschusses des Rates. Die Stadt Mülheim ehrte ihn 1975 für seine langjährige Abgeordnetentätigkeit mit dem goldenen Ehrenring.